# Ulica Józefowska w Katowicach
Ulica Józefowska w Katowicach – ulica w północnej części Katowic o długości około 1,6 km, w całości przebiegająca przez tereny dzielnicy Wełnowiec-Józefowiec.
Zaczęła się ona kształtować w pierwszej połowie XIX wieku, a przy niej powstała historyczna osada w granicach miasta – Józefowiec, od którego pochodzi obecna nazwa ulicy. Stanowi ona obecnie lokalny ośrodek usługowy dla mieszkańców dzielnicy, a także posiada liczne zabytkowe budynki, w tym kamienice i domy robotnicze. Przy niej położone są również siedziby kilka instytucji o zasięgu ponadmiejskim: Archiwum Państwowe w Katowicach i Oddział Instytutu Pamięci Narodowej w Katowicach.

## Przebieg

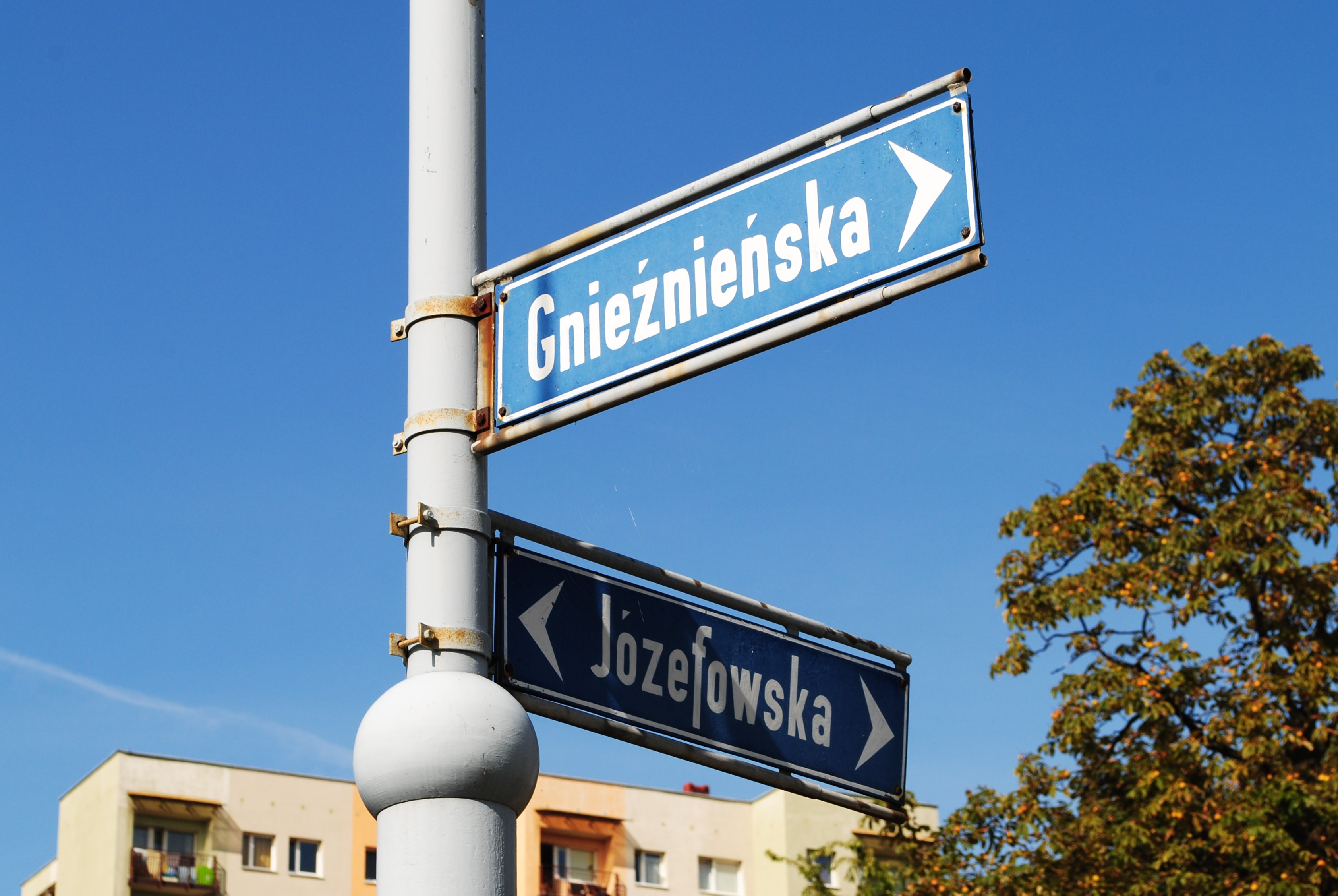
Tabliczki na skrzyżowaniu ulicy Józefowskiej i ulicy Gnieźnieńskiej

Ulica bierze swój początek na terenach przemysłowych zlokalizowanych na południe od józefowskiego cmentarza. Ulica Józefowska kieruje się w początkowym biegu w kierunku północnym. Łączy się najpierw z ulicą Słoneczną z obydwu stron drogi, dalej omija m.in. józefowski cmentarz oraz XIV Liceum Ogólnokształcące im. mjr. H. Sucharskiego, po czym kolejno krzyżuje się z ulicami: Rysia (po prawej stronie), Szczecińską (po lewej) i prof. J. Mikusińskiego (po lewej), mijając wcześniej Filię Szkoły Podstawowej nr 17 im. Tadeusza Kościuszki. Za tym ostatnim skrzyżowaniem na wysokości Grupy Fasing zmienia swój kierunek na północno-zachodni.
Do Oddziału Katowickiego Centrum Onkologii przecina kolejno ulice: Gnieźnieńską, Strażacką, ks. J. Rzymełki, M. Karłowicza i Bytomską. W dalszym biegu aż do końca ulicy (skrzyżowanie z ulicą Bytkowską w rejonie kolonii Agnieszka) omija domy tzw. kolonii wojewódzkiej, przecinając po drodze pięć ulic: E. Plater, Oświęcimską, Jodłową, Promienną i Walecznych.

## Historia
Początki osadnictwa wzdłuż obecnej ulicy Józefowskiej wiążą się z działalnością proboszcza parafii w Chorzowie (Starym) – ks. Józefem Bederem, który na zakupionym gruncie w 1826 roku założył nową osadę, nazwaną od jego imienia Józefowcem. Przy powstaniu osady początkowo wyznaczono w rejonie obecnej dzielnicy 30 miejsc pod budowę nowych domów, ale osada ta zaczęła się szybko rozwijać. Budynki zaczęto budować przy potoku płynącym z północy na południe, będący dopływem Rawy. Równolegle do niej powstała droga, stanowiąca początek obecnej ulicy Józefowskiej.
Według mapy z 1827 roku zabudowa chłopska koncentrowała się wówczas na odcinku od obecnego skrzyżowania z ulicą Słoneczną do ulicy Bytkowskiej, po wschodniej stronie drogi. Na mapie tej zaznaczono 34 budynki. W połowie XIX wieku budowano głównie budynki drewniane, a pod koniec XIX wieku zaczęto wznosić obiekty ceglane, głównie dla mieszkańców pobliskich zakładów przemysłowych. W latach 1875–1894 funkcjonowała gmina Józefowiec, której granica biegła wzdłuż obecnej ulicy Józefowskiej, dzieląc osadę na dwie części po obydwu stronach drogi. Dnia 1 kwietnia 1894 roku Józefowiec włączono do gminy Dąb.
Po przyłączeniu Józefowca wraz z obszarem dzisiejszej ulicy Józefowskiej do gminy Dąb, nastąpił dalszy rozwój osady. Z ulicy Józefowskiej wytyczono poprzeczne do niej ulice: Rysia, Gnieźnieńską i M. Karłowicza, a na przełomie XIX i XX wieku dzisiejszą ulicę Modelarską. W tym samym okresie, pod dzisiejszym numerem 119 wzniesiono szpital hutniczy dla pracowników huty „Hohenlohe”. W latach 90. XIX wieku powstała restauracja Geislera przy obecnej ulicy Józefowskiej 40 – obecnie hala sportowa. W 1901 roku na rogu dzisiejszych ulic Józefowskiej i Szczecińskiej wzniesiono budynek szkoły powszechnej, którego projektantem był architekt Eugen Vogt – bądź powstały pod koniec XIX wieku i rozbudowany według jego projektu w latach 1904–1907.

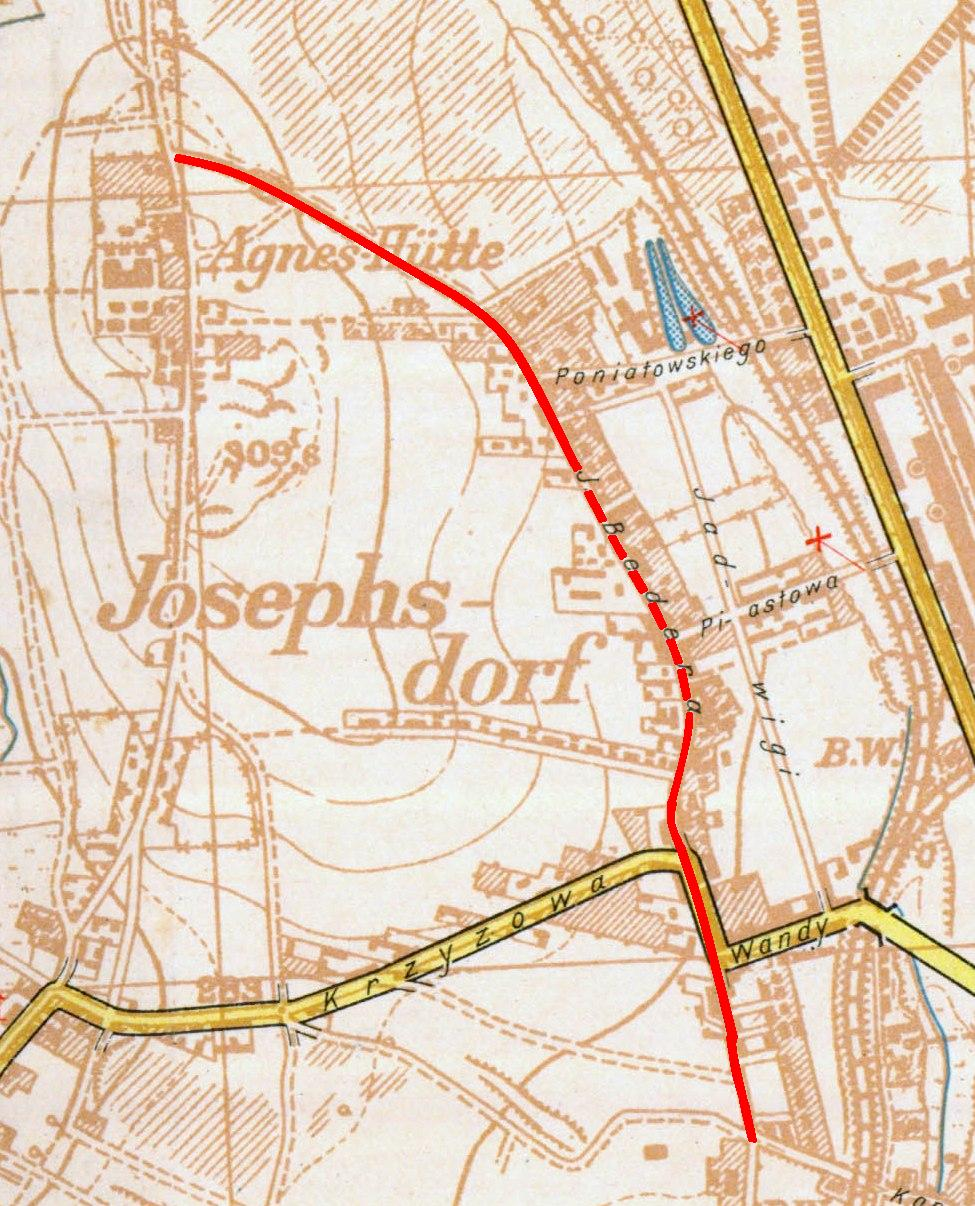
Ulica Józefowska zaznaczona na mapie z 1939 roku

W 1904 roku na obecnym ciągu ulicy Józefowskiej nadano dwie nazwy: odcinek na południe od skrzyżowania z ulicą Bytomską nosił nazwę Josef Beder Strasse, natomiast północna część ulicy nosiła nazwę Lazarettstrasse – nazwa ta nawiązuje do pobliskiego szpitala hutniczego. W latach 1907–1909 drogę wybrukowano. W latach 1922–1939 ulica w południowej części nosiła imię Józefa Bedera (ks. Józef Beder był dziekanem bytomskim, inspektorem szkolnym oraz proboszczem z parafii w Dębie; na jego cześć wprowadzono nazwy części Katowic: Józefowiec oraz Bederowiec), a przed 1937 rokiem zmieniono nazwę na ulicę Peowiaków, natomiast północna część została nazwana ulicą Szpitalną, a po 1930 roku zmieniono nazwę na ulicę Michała Grażyńskiego. W początkach lat trzydziestych XX wieku pomiędzy ulicą Bytomską a ulicą Józefowską wybudowano kolonię tzw. domków wojewódzkich wraz z ogródkami dla urzędników administracji państwowej.
W okresie niemieckiej okupacji Polski w latach 1939–1945 ulicę Peowiaków przemianowano na Josef Beder Strasse, natomiast ulicę M. Grażyńskiego na Schlageterstrasse. Obszar obecnej ulicy Józefowskiej została przyłączony do Katowic w 1951 roku. W czasach Polski Ludowej część drogi od skrzyżowania z ulicą Bytomską do skrzyżowania z ulicą Bytkowską (ówczesna ulica Mariana Buczka) po 1945 roku początkowo nosiła nazwę Michała Grażyńskiego, potem Peowiaków, natomiast po 1947 roku przemianowano na ulicę PKWN. Pozostała, południowa część obecnej ulicy Józefowskiej w 1945 roku nosiła odpowiednio nazwę: ulica Peowiaków i ulica Oświęcimska, w 1946 roku przemianowano na ulicę Powstańców, a w 1951 roku na obecną nazwę – ulica Józefowska.
W 1946 roku dom przy obecnej ulicy Józefowskiej 108 został przekazany siostrom ze Zgromadzenia Córek Bożej Miłości, po czym przeniosły się najpierw na ulicę Strażacką, a potem na ulicę Bytomską 15, gdzie mieszkają do dziś. Do 1971 roku proboszczowie z józefowskiej parafii św. Józefa Robotnika mieszkali przy ulicy Józefowskiej 30 – wówczas to oddano do użytku budynek probostwa. W latach sześćdziesiątych XX wieku w rejonie ulic: Szczecińskiej, prof. J. Mikusińskiego, Józefowskiej, Bytomskiej, L. Waryńskiego, Jesionowej i Owocowej wybudowano osiedle, złożone z bloków mieszkalnych. Do lat 70. XX w. w rejonie ulicy Józefowskiej 102 istniał betonowy basen.
W 1991 roku rozpoczęło się przewożenie archiwaliów Archiwum Państwowego w Katowicach na tereny mieszczące się w Józefowcu przy ulicy Józefowskiej 104, a przeniesionej do Gliwic, filii Ośrodka Szkolenia Specjalistów Wojsk Radiotechnicznych z Chorzowa (JW 3150). W marcu 1991 roku Archiwum Państwowe oficjalnie przejęło byłe koszary o obszarze 6 ha wraz z budynkami o powierzchni ok. 10 000 m². W tym samym roku, na mocy uchwały z 25 marca ówczesną ulicę PKWN włączono do ulicy Józefowskiej. W 2005 roku zmodernizowano nawierzchnię ulicy Józefowskiej wraz z chodnikami i zatokami autobusowymi. Ponowną modernizację przeprowadzono w 2016 roku. Istniejącą w latach 1964–2016 ulicę Energetyków włączono w 2016 roku do ulicy Józefowskiej.

## Opis i dane techniczne

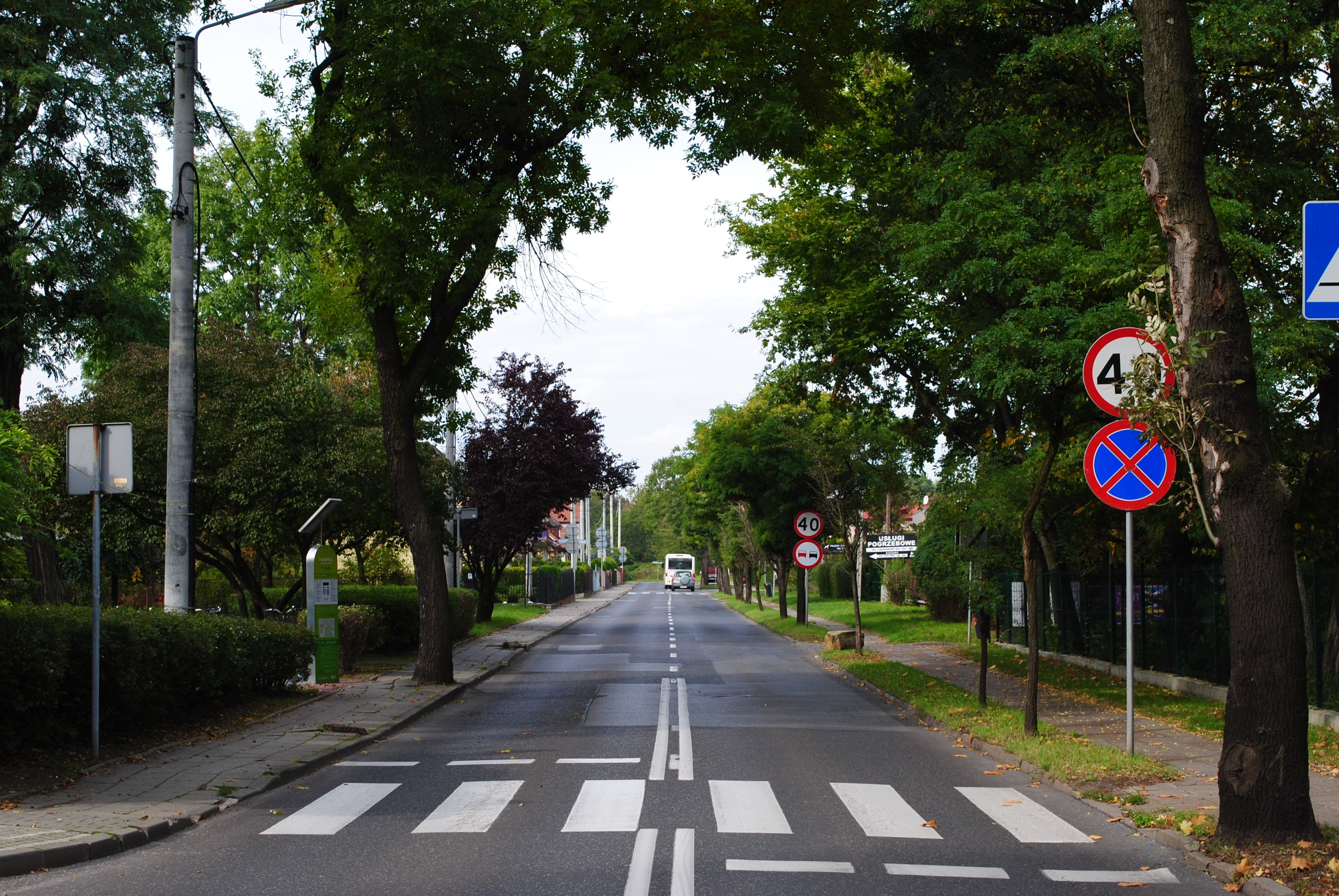
Ulica Józefowska na wysokości skrzyżowania z ulicą Bytomską

Ulica Józefowska jest drogą publiczną o przekroju jednojezdniowym. W najszerszym miejscu jezdnia ma 9 m szerokości, a chodnik 7 m, natomiast w najwęższym odpowiednio 6 i 1,5 m. Jest ona drogą powiatową, klasyfikowaną jako droga zbiorcza (droga klasy Z). Na całej swojej długości przebiega przez obszar dzielnicy Wełnowiec-Józefowiec w Katowicach. Długość ulicy Józefowskiej wynosi 1624 m, a jej powierzchnia 11818,5 m². Jest ona w administracji Miejskiego Zarządu Ulic i Mostów w Katowicach. W systemie TERYT ulica widnieje pod numerem 07634.
Numeracja domów położonych przy ulicy Józefowskiej zaczyna się od strony południowej. Po lewej stronie ulicy numeracja jest parzysta, zaś po prawej nieparzysta. Dla numerów 2-66 (parzyste) i 5-39 (nieparzyste) kod pocztowy to 40-144, natomiast dla numerów 68-158 (parzyste) i 81-145 (nieparzyste) to 40-145. 31 grudnia 2014 roku przy ulicy były zameldowane 2753 osoby.

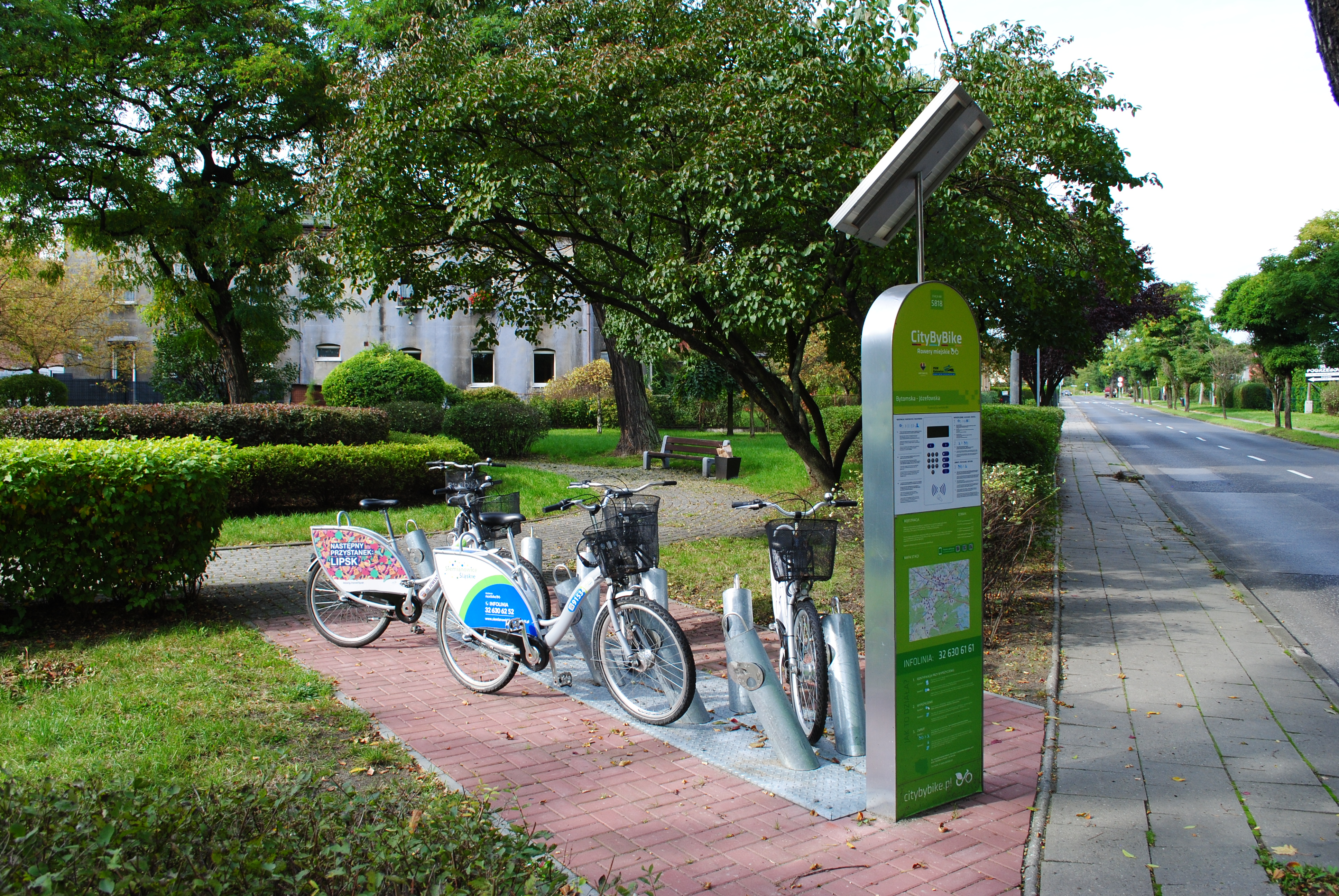
Stacja City by bike – Józefowska / Bytomska

Ulicą kursują linie autobusowe Zarządu Transportu Metropolitalnego (ZTM). Przy ulicy znajdują się trzy przystanki autobusowe: Kolonia Agnieszki Promienna, Józefowiec Szpital i Józefowiec Szczecińska. Z przystanku Józefowiec Szczecińska, według stanu z kwietnia 2021 roku, kursowało pięć linii autobusowych, w tym jedna nocna. Łączyły one z częścią dzielnic Katowic (w tym ze Śródmieściem, Bogucicami, Giszowcem, Koszutką, Janowem-Nikiszowcem, osiedlem W. Witosa czy Zawodziem) oraz dwoma miastami: z Piekarami Śląskimi i Siemianowicami Śląskimi. Przy ulicy Józefowskiej, na skrzyżowania z ulicą Bytomską znajduje się stacja rowerów miejskich Metrorower nr 27175.
Wzdłuż ulicy Józefowskiej, na dwóch przejściach na pieszych znajduje się sygnalizacja świetlna. Pierwszy system znajduje się na wysokości ulicy Strażackiej: zainstalowany w 1992 roku, zmodernizowany został w 2008 roku. Drugi system sygnalizacji, wybudowany w 2004 roku i zmodernizowany w 2007 roku, znajduje się na wysokości ulicy Rysia. Skrzyżowanie z ulicą Słoneczną i ulicą Energetyków należy do miejsc o podwyższonej wypadkowości.

## Architektura i obiekty historyczne

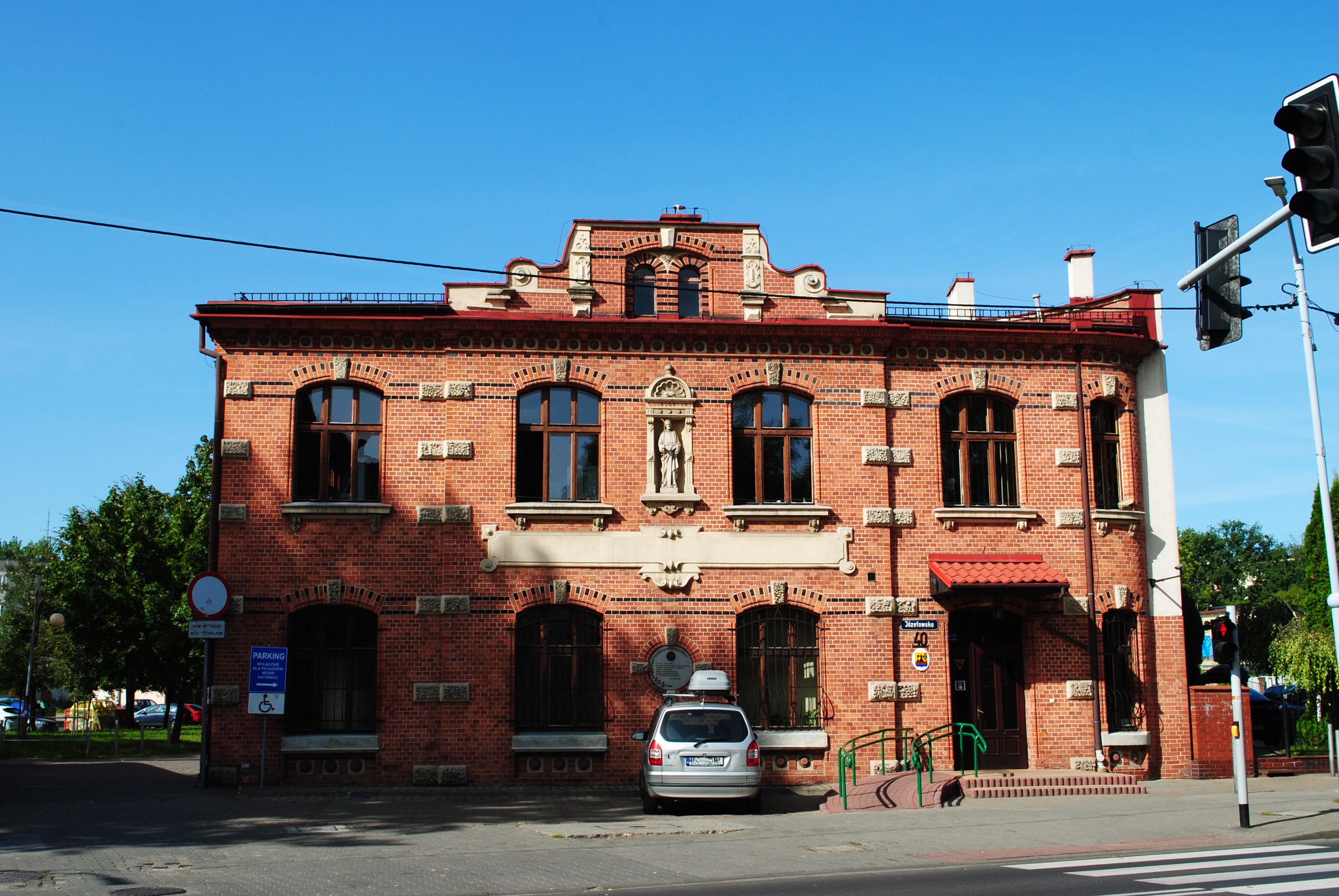
Zabytkowa hala sportowa z lat 90. XIX wieku (ul. Józefowska 40)

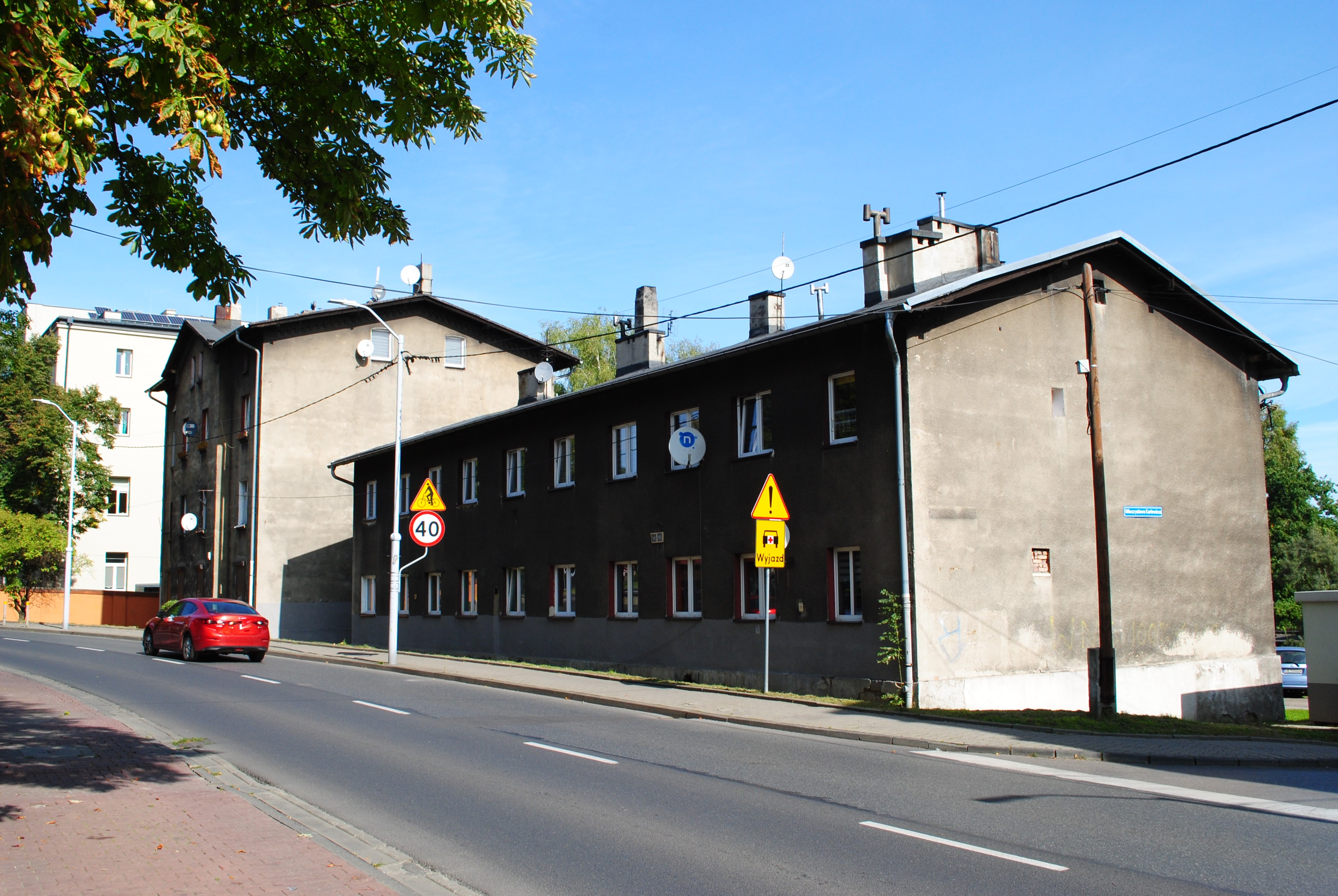
Kamienice przy ulicy Józefowskiej 113/115 i 117 z początku XX wieku

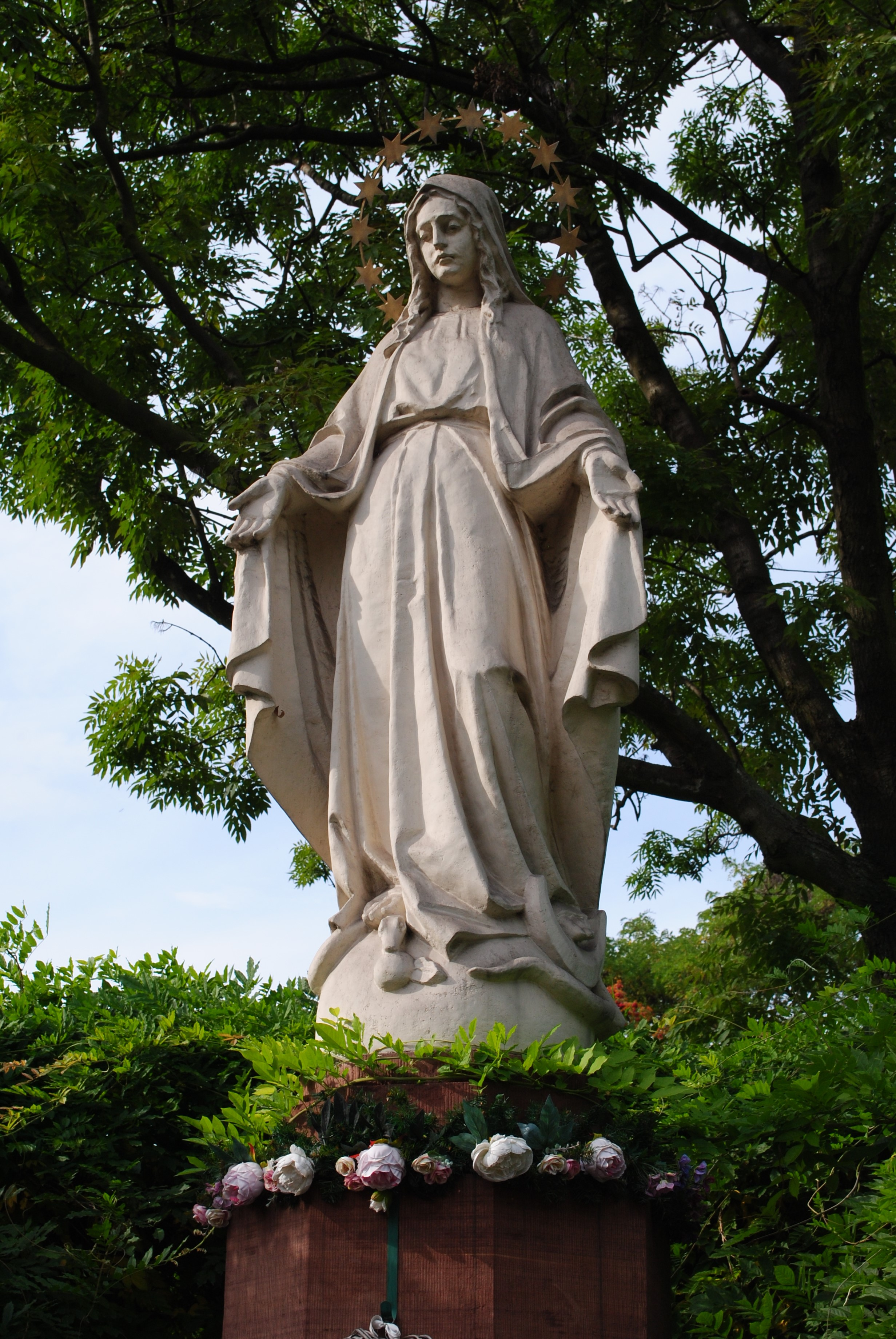
Kapliczka z figurą Matki Boskiej Niepokalanego Poczęcia (róg ul. Bytomskiej i ul. Józefowskej)

W dzielnicy Wełnowiec-Józefowiec zabudowa mieszkaniowa ukształtowała się w postaci osiedli robotniczych powstałych przy dużych zespołach przemysłu węglowego i cynkowego. Zabudowa ta kształtowała się wzdłuż ulicy Józefowskiej oraz obecnej alei Wojciecha Korfantego. Przy samej zaś ulicy Józefowskiej znajdują się bloki mieszkalne (od 9 do 11 kondygnacji) oraz Hala Sportowa Józefowska. Ulice Józefowska i Bytkowska, z dość regularnie uformowaną siatką ulic poprzecznych stanowią zastany, ukształtowany historycznie układ komunikacyjny dzielnic, pochodzący z drugiej połowy XIX wieku.
Przy ulicy Józefowskiej znajdują się następujące obiekty, objęte ochroną konserwatorską, będące świadectwem kultury materialnej, typowe dla regionu oraz objęte ochroną konserwatorską budynki mieszkalne:
- kamienica (ul. Józefowska 10, róg z ul. Energetyków), wzniesiona pod koniec XIX wieku w stylu historyzmu[31];
- zabytkowy budynek szkoły (ul. Józefowska 32 i 34)[31], pochodzący z przełomu XIX i XX wieku[32]; w budynku umieszczono tablicę pamiątkową ku czci mjra Henryka Sucharskiego[33]; obecnie jest to siedziba XIV Liceum Ogólnokształcącego im. mjr. H. Sucharskiego[34];
- zabytkowe budynki mieszkalne (ul. Józefowska 25, 27 29, 30, 35 i 39)[31];
- zabytkowa hala sportowa – budynek dawnej restauracji Carla Geislera (ul. Józefowska 40); pochodzi z lat 90. XIX wieku w stylu historyzującym; wyremontowany w latach 90. XX wieku; obecnie mieści halę sportową będącą w zarządzie Miejskiego Ośrodka Sportu i Rekreacji[34];
- zabytkowy budynek szkoły (ul. Józefowska 52 i 54)[31][35], pochodzący z przełomu XIX i XX wieku[32]; wzniesiony według projektu E. Vogta[36]; obecnie filia Szkoły Podstawowej nr 17 im. T. Kościuszki[34];
- kapliczka z kamienną figurą Matki Boskiej Niepokalanego Poczęcia (róg ul. Bytomskiej i ul. Józefowskej); wzniesiona na początku XX wieku, w stylu historyzmu, na murowanym postumencie[5];
- krzyż z pierwszej połowy XIX wieku (ul. Józefowska 72b)[5];
- dwukondygnacyjny murowany blok mieszkalny (ul. Józefowska 74); wzniesiony w latach pięćdziesiątych XX wieku w stylu socrealizmu[5];
- kamienica mieszkalna (ul. Józefowska 83); trójkondygnacyjna, murowana[5];
- czterokondygnacyjna murowana kamienica (ul. Józefowska 97); wzniesiona na przełomie XIX i XX wieku[5];
- zespół dawnych koszar wojskowych (ul. Józefowska 104, obecnie Archiwum Państwowe w Katowicach); wzniesiony w latach międzywojennych; zespół obejmuje dwa dwukondygnacyjne budynki murowane z cegły, elementy ziemne i kamienne, obmurowania urządzeń terenowych oraz starodrzew[5];
- dwukondygnacyjny murowany dom w ogrodzie (ul. Józefowska 109); wzniesiony na przełomie XIX i XX wieku[5];
- trójkondygnacyjna murowana kamienica (ul. Józefowska 111, róg z ul. ks. J. Rzymełki); wzniesiona w 1899 roku[5];
- figura Chrystusa Ukrzyżowanego (ul. Józefowska 112); datowana na 1935 rok, wzniesiona w stylu historyzmu z elementami neogotyku, krzyż z figurą Ukrzyżowanego jest wykonany z kamienia i umieszczony na murowanym postumencie z niszą, w której stoi figurka Matki Boskiej, na pozostałych postumentach zastosowano neogotycki ornament i umieszczono tablicę inskrypcyjną[5];
- murowana dwukondygnacyjna kamienica (ul. Józefowska 113/115); wzniesiona na początku XX wieku, przebudowana w drugiej połowie XX wieku[5];
- trójkondygnacyjna murowana kamienica (ul. Józefowska 117); wzniesiona na początku XX wieku[5];
- zespół Szpitala Miejskiego (ul. Józefowska 119); w granicach zespołu znajdują się: główny murowany czterokondygnacyjny budynek dawnego szpitala hutniczego z przełomu XIX i XX wieku, przebudowany w latach międzywojennych, ogród, ogrodzenie od strony zachodniej i południowej z tynkowanego muru ceglanego[5];
- zespół trzech murowanych dwukondygnacyjnych familoków (ul. Bytomska nr 1 i 2, ul. Józefowska 120); wzniesionych w drugiej połowie XIX wieku[5];
- budynki bliźniacze w ogrodach przy ul. Józefowskiej nr: 126/128, 130/132, 134/136, 138/140, 142/144, 146/148, 150/152, 154/156 i 158[5], wzniesione w latach dwudziestych i trzydziestych XX wieku w stylu modernizmu[31].

## Gospodarka i instytucje

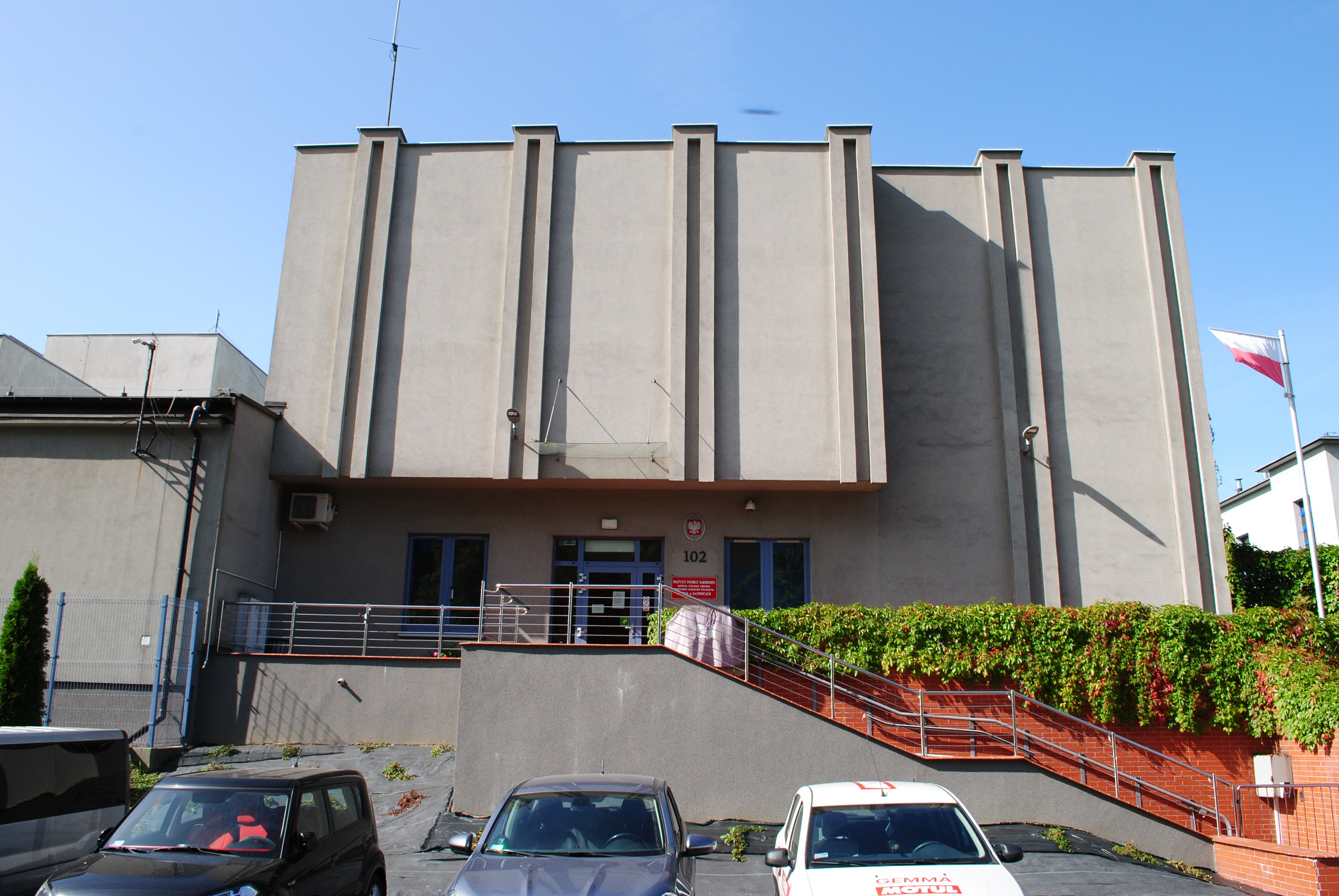
Oddział IPN w Katowicach

Ulica Józefowska stanowi centralną część Józefowca, przy którym zlokalizowano obiekty usługowo-handlowe i placówki usługowe, a także boiska sportowe i plac zabaw. Przy ulicy Józefowskiej w pierwszym kwartale 2015 roku mieściło się 118 firm, a obecnie swoją siedzibę mają według stanu z kwietnia 2021 roku m.in.: przedsiębiorstwa handlowo-usługowe, Archiwum Państwowe w Katowicach (ul. Józefowska 104), Oddział Instytutu Pamięci Narodowej w Katowicach (w dawnych koszarach; ul. Józefowska 102), XIV Liceum Ogólnokształcące im. mjr. H. Sucharskiego (ul. Józefowska 32), Hala Sportowa Józefowska Miejskiego Ośrodka Sportu i Rekreacji (dawny ośrodek przygotowań olimpijskich i sekcji zapaśniczej GKS Katowice; ul. Józefowska 40), Urząd Pocztowy Katowice 33 i Klub Spółdzielczy KSM „Józefinka” (ul. Józefowska 100) oraz Zespół nr 2 Katowickiego Centrum Onkologii (do 2016 roku jako Szpital im. Stanisława Leszczyńskiego w Katowicach; ul. Józefowska 119).
Na rogu ulic Słonecznej i Józefowskiej zlokalizowany jest cmentarz parafialny parafii św. Józefa Robotnika, założony 28 lipca 1923 roku. Zajmuje on powierzchnię 1,934 ha. Wierni rzymskokatoliccy mieszkający przy ulicy Józefowskiej przynależą do parafii św. Józefa Robotnika.